# 愛詞
「愛詞」（あいことば）は、中島美嘉の楽曲。彼女の37枚目のシングルとして2013年5月22日にソニー・ミュージックアソシエイテッドレコーズから発売された。

## 解説
表題曲は、MBS・TBS系テレビアニメ『宇宙戦艦ヤマト2199』のエンディングテーマである。作詞・作曲は中島みゆきが担当した。本曲を作曲するにあたり、中島みゆきは中島美嘉の活動内容やインタビュー記事を集め、メロディや歌詞に反映した。
同年5月1日付有線リクエストチャートでは1位を獲得している。同年5月23日に大阪フェスティバルホールで行われた「中島みゆき『縁会』2012〜3」の追加公演に、中島美嘉がサプライズゲストとして出演し、デュエットで披露した。ちなみに、中島みゆきにとってライブにゲストとしてアーティストが招かれたのは、この日が史上初。
表題曲のみCD発売に先立って同年5月16日より着うたフル(R)の配信が始まった。
なお、中島みゆきによる表題曲のセルフカバー版は、2014年11月12日発売のオリジナルアルバム『問題集』に収録されている。

## 収録曲

### CD
1. 愛詞（あいことば）
  - 作詞・作曲：中島みゆき／編曲：瀬尾一三
  - テレビアニメ『宇宙戦艦ヤマト2199』エンディングテーマ。
2. MISSING YOU
  - 作詞：中島美嘉／作曲：百田留衣／編曲：飛内将大
3. 初恋 -acoustic ver.-
  - 作詞・作曲：三橋隆幸／編曲：Ryosuke“Dr．R”Sakai
  - 36枚目シングル表題曲のアコースティックアレンジバージョン。2番の歌詞は歌われず、1番の歌詞の後に大サビが歌われるという構成になっている。
4. 愛詞（あいことば） -Instrumental-

### DVD（初回限定生産盤のみ）
- 愛詞 (Music Video)

1. ミュージック・ビデオの監督は品川ヒロシが務めた。

## 収録アルバム
- TEARS (#1)
- 〜Healing Collection〜 RELAXIN' (#3)
- TOUGH (#1,2)

## カバー
愛詞
- 中島みゆき - アルバム『問題集』（2014年11月12日発売）に収録